# Centistes tsherskii
Centistes tsherskii är en stekelart som beskrevs av Sergey A. Belokobylskij 1995. Centistes tsherskii ingår i släktet Centistes och familjen bracksteklar. Inga underarter finns listade.